# کوه‌کونگ (جزیره)
۱۱°۲۰′ شمالی ۱۰۳°۰′ شرقی / ۱۱٫۳۳۳°شمالی ۱۰۳٫۰۰۰°شرقی
کوه‌کونگ جزیره‌ای در کشور کامبوج است که جزو تقسیمات اداری کوه‌کونگ محسوب می‌شود و جمعیت آن براساس سرشماری سال ۱۹۹۸ میلادی ۲۹٫۳۲۹ نفر بوده که در سال ۲۰۰۵ میلادی به ۴۲٫۵۰۸ نفر افزایش یافته‌است.